# Rudolf Petri
Rudolf Petri (* 27. Mai 1915 in Bonn; † 5. November 1980 in Nouméa, Neukaledonien) war ein deutscher buddhistischer Mönch und Schriftsteller, Leiter des Ordens Arya Maitreya Mandala in Südvietnam und exponierter Esperantist.

## Leben
Als überzeugter Gegner des Nationalsozialismus meldete sich Petri nach Hitlers Machtergreifung bei der französischen Fremdenlegion. Nach einer schweren Verwundung in Marokko lebte er in Frankreich. Von den deutschen Besatzern aufgegriffen, wurde er im Konzentrationslager Dachau inhaftiert. Nach der Entlassung gelang ihm die Flucht nach Schweden, wo er heiratete. Als seine Frau nach nur einem Ehejahr im Wochenbett starb, entschloss Petri sich, ein buddhistischer Mönch zu werden. Er wanderte als Bettelmönch durch Indien, wo er neben dem Buddhismus auch den Jainismus studierte.
In Indien begegnete Petri seinem Lehrer Lama Anagarika Govinda, von dem er am 21. November 1953 in den Orden Arya Maitreya Mandala aufgenommen wurde. Dieser Orden kennt zwar keinen Zölibat, lässt aber auch zölibatäre Mönche in seinen Reihen zu. Rudolf Petris Initiationsname war Anuruddha nach dem Verfasser der klassischen Schrift Abhidhammatthasangaha.
Petri ließ sich in Südvietnam nieder, wo er in Vũng Tàu 1969 den buddhistischen Tempel Arya Maitreya Vihara gründete. Der Tempel war Maitreya gewidmet. Von hier leitete er die südvietnamesische Ordensprovinz des Arya Maitreya Mandala und betreute "über Vietnam hinaus Mitglieder in Südasien, etwa Singapur." Für die Ausbildung von Ordenskandidaten etablierte er an seinem Tempel eine Akademie, die dem von Ernő Hetényi geleiteten Alexander Csoma de Koros Institute for Buddhology angeschlossen wurde.
In Vietnam entfaltete Petri eine umfangreiche Publikations- und Lehrtätigkeit. Darüber hinaus setzte er sich für politische und gesellschaftliche Freiheiten der Buddhisten in Vietnam ein.
1973, nach Ende des Vietnamkriegs wurde er von der Nationalen Front für die Befreiung Südvietnams für neun Monate inhaftiert. Nach seiner Haftentlassung trat er einen Erholungsurlaub in Deutschland an, um sich danach in den USA und Asien bis an sein Lebensende der Betreuung aus Vietnam geflohener Buddhisten zu widmen.

## Einsatz gegen die Unterdrückung der Buddhisten
Als 1955 bis 1963 unter der Herrschaft des katholischen Nationalisten Ngô Đình Diệm der Buddhismus in Vietnam unterdrückt wurde, schickte man Petri, der durch seine deutsche Staatsbürgerschaft einen gewissen Schutz gegen Übergriffe Diệms genoss, mit einem Hilferuf in andere Länder Asiens, darunter zum indischen Ministerpräsidenten Jawaharlal Nehru: „Ein westdeutscher Mahāyāna-Mönch, Bhikṣu Anuruddha (Dr. R. Petri), wurde vom Sangha in Vietnam beauftragt, für die Sache der Buddhisten in Vietnam einzutreten. Er kam am 4. Juli 1963 nach Birma. Ende Juli übergab er in Indien Ministerpräsident Nehru ein Beglaubigungsschreiben der Buddhistischen Sangha-Vereinigung von Vietnam. Nehru berichtete ihm, daß Präsident Diêm auf seine dringenden Mahnungen, den Konflikt beizulegen, lakonisch geantwortet habe:
‘Do not worry about the Vietnam Buddhist monks. They are Communists.’ [‚Sorgen Sie sich nicht um die vietnamesischen buddhistischen Mönche. Sie sind Kommunisten‘] 
Nehru äußerte seine Befriedigung darüber, daß ihm Anuruddha die Unwahrheit dieser Behauptung Diêms bestätigen konnte.“

## Literarische Aktivitäten
Petri übersetzte zahlreiche buddhistische Texte ins Esperanto, weil er überzeugt war, dass dieser Plansprache eine große Zukunft beim weiteren Zusammenwachsen der Menschheit bevorsteht. Er war Präsident der „Budhana Ligo Esperantista“, der Vereinigung buddhistischer Esperantisten, die er 1956 auf dem vierten buddhistischen Weltkongress in Kathmandu vertrat. Seine Bücher und Abhandlungen, die meist in englischer und vietnamesischer Sprache erschienen, umfassen zahlreiche Themen des Buddhismus und der Philosophie Indiens, Vietnams und Tibets. Von 1951 bis 1961 gab er die Zeitschrift La Dharmo heraus, in der Fachartikel über den Buddhismus in Esperanto veröffentlicht wurden. Petri war auch in der Schopenhauer-Gesellschaft aktiv.

## Werke
Rudolf Petri veröffentlichte seine Bücher unter verschiedenen Namen, darunter T.T. Anuruddha, R.P. Anuruddha und Dorje Gyaltsen Bhikshu.
- T.T. Anuruddha: Tiel Parolis La Buddho Kaj Liaj Disciploj. Vũng Tàu 1971
- T.T. Anuruddha: Grundlagen des Jainismus: Religion der Gewaltlosigkeit. Aus indischen Quellen. Bodhisattva Csoma Institut für Buddhologie 1972
- T.T. Anuruddha: La Vojo al Nirvano. Vũng Tàu 1973
- R.P. Anuruddha: An Introduction into Lamaism: The Mystical Buddhism of Tibet. Erstausgabe: Vishveshvaranand Vedic Research Institute 1959. Neudruck: Literary Licensing 2011, ISBN 978-1-258-00092-9